# Pangasianodon gigas
Il pesce gatto gigante del Mekong (Pangasianodon gigas (Chevey, 1931)) è una specie di pesce gatto diffusa nel Mekong.

## Descrizione
Si distingue da altre specie di pesce gatto della zona per la quasi totale assenza di barbigli e la mancanza di denti negli esemplari adulti, mentre nei giovani entrambi gli aspetti sono presenti. La colorazione varia dal grigio al bianco. La massima lunghezza registrata negli adulti è di 3 m per 350 kg di peso.

## Biologia
Si nutre di detriti e alghe nel fondo del fiume, ma in cattività si ciba anche di altro. È una specie migratoria: da ottobre a dicembre si sposta dal basso Mekong al nordest della Cambogia e probabilmente il Laos. Presenta uno dei tassi di crescita più elevati conosciuti, raggiungendo i 150-200 kg in soli sei anni.

## Distribuzione
Lo si trova nel bacino del Mekong dal Vietnam al Laos settentrionale.

## Conservazione
L'IUCN classifica questo pesce come in pericolo critico. La specie è gravemente minacciata dalla pesca eccessiva e la degradazione dell'habitat, il numero di individui in natura è sconosciuto, ma si sa che dal 1990 al 2011 la popolazione è diminuita dell'80%.